# Чубенко, Владимир Аврамович
Чубенко Владимир Аврамович (12 ноября 1927, Дубовка, Зиновьевский округ — 14 октября 2006, неизвестно) — советский и украинский писатель.

## Биография
Родился 12 ноября 1927 года в селе Дубовка (ныне Кропивницкого района Кировоградской области).
Детство провёл в городе Кривой Рог, куда переехали родители.
В 1945—1951 годах служил в советской армии. После увольнения в запас, почти полвека трудится на заводе «Мотор Сич» сначала слесарем-сборщиком, затем корреспондентом многотиражной газеты.
Умер 14 октября 2006 года.

## Творческая деятельность
Первые стихи напечатаны в 1950 году в армейской газете «Красный воин», в 1971 году вышла первая книга «Говорливый автомат».
В 1973 году принял участие в первом республиканском конкурсе юмористов, где стал его лауреатом. Член Союза писателей УССР с 1976 года.

### Произведения
- Говорливый автомат (1971);
- Торт и чёрт (1973);
- Вакантный холостяк (1975);
- Критическое замечание (1978);
- Закодированная добродетель (1982);
- Смех смехом (1986);
- Моторный конёк (1986);
- Липа для Филиппа (1991);
- Хитрая цапля (1992);
- Рекламная пауза (1995);
- И смех, и песня, и любовь (1997);
- Рыцарский подарок (2001).